# Rayagada
Rayagada es una ciudad y municipio situada en el distrito de Rayagada en el estado de Odisha (India). Su población es de 71208 habitantes (2011). Se encuentra a 312 km de Bhubaneswar. Es el centro administrativo del distrito.

## Demografía
Según el censo de 2011 la población de Rayagada era de 71208 habitantes, de los cuales 36036 eran hombres y 35172 eran mujeres. Rayagada tiene una tasa media de alfabetización del 78,82%, superior a la media estatal del 72,87: la alfabetización masculina es del 85,87%, y la alfabetización femenina del 71,21%.